# Jean Effel
Jean Effel (właściwie François Lejeune, ur. 12 stycznia 1908 w Paryżu, zm. 16 października 1982 tamże) – francuski karykaturzysta, rysownik i akwarelista.
Przybrał pseudonim artystyczny „Effel” od inicjałów imienia i nazwiska „FL”. Oprócz sztuk plastycznych studiował muzykę i filozofię.
Współpracował z tygodnikiem satyrycznym „Le Canard enchaîné” (1933–1949), z dziennikiem „l’Humanité” (1936–1965), „France-Soir” (1944–1975), „Les Lettres françaises” (1944–1965), „L’Humanité-Dimanche” (1948–1980).
Opublikował w roku 1935 zbiór karykatur antyfaszystowskich. Ilustrował bajki La Fontaine’a.
W roku 1945 rozpoczął tworzenie cyklu pięciu książeczek z rysunkami, ilustrującymi w pogodnej karykaturze biblijne dzieje stworzenia świata, które ukazały się nakładem wydawnictwa „Éditions Cercle d’art” pod zbiorczym tytułem „Le Roman d’Adam et Ève”.
- La Création du monde z 1945, przedstawiającej Boga i aniołów stwarzających zwierzęta i naturę, w 1957 wraz z filmowcem czechosłowackim Eduardem Hofmanem Effel przeniósł tę opowieść na ekran, jako bajkę tworzoną w koprodukcji francusko-czechosłowackiej.
- La creation de l’homme z 1953, przedstawiającej stworzenie Adama
- L’École paternelle z 1954 opowiadające o szkolnej nauce Adama
- Seul maître à bord i Opération Ève z 1955 o dalszych dziejach Adama i Ewy
- Le jardin d’Eden z 1956 przedstawiającej poznawanie Raju przez Adama.
- W roku 1955 wydał zbiór karykatur politycznych z lat 1947–1955 zatytułowany „Toujours occupés”.

Należał do francuskiej partii komunistycznej. Był autorem rysunków satyrycznych, gdzie między innymi w sposób karykaturalny przedstawiał ówczesnego kanclerza Niemiec Konrada Adenauera oraz prezydenta USA Dwighta „Ike’a” Eisenhowera. Za swoją działalność otrzymał w 1968 Międzynarodową Leninowską Nagrodę Pokoju i Orderem Przyjaźni Narodów.